# Wang Chuzhi
Wang Chuzhi (chinois simplifié : 王处直 ; chinois traditionnel : 王處直 ; pinyin : wáng chǔzhí ; Wade : Wang Chʻu-chih), prénom social : Yun Ming (允明) ou encore, le prince de Beiping (北平王), né en 862, et décédé le 17 février 922, est un militaire de haut rang et gouverneur militaire régional (Jiedushi) de la fin de la dynastie Tang et au début de la Période des Cinq Dynasties et des Dix Royaumes.
Il dirige le circuit Yiwu (義武道, dont le chef lieu est dans l'actuelle Baoding, province de Hebei) comme Jiedushi de facto, à partir de 900, lorsque son neveu, alors gouverneur, Wang Gao fuit une attaque, et de jure à partir de 910 (lorsqu'avec proche voisin et seigneur de guerre, le Prince de Zhao, se divisent des derniers Liang), et jusqu'à 921, lorsqu'il est déchût par son fils adoptif, Wang Du (Jiedushi) (en).
Son tombeau a permis de découvrir de nombreux aspects de la culture de son époque.